# 白丸駅 (東京都)
白丸駅（しろまるえき）は、東京都西多摩郡奥多摩町白丸にある、東日本旅客鉄道（JR東日本）青梅線の駅である。駅番号はJC 73。八王子支社管轄の駅。海抜約320mに位置する。

## 歴史
- 1944年（昭和19年）7月1日：運輸通信省青梅線 御嶽 - 氷川（現･奥多摩）間開通と同時に開業[2][3]。旅客営業のみ[3]。
- 1965年（昭和40年）6月1日：業務委託駅となる（日本交通観光社に委託）[4]。
- 1971年（昭和46年）2月1日：無人化[5]。
- 1987年（昭和62年）4月1日：国鉄分割民営化に伴い、東日本旅客鉄道（JR東日本）の駅となる[2][3]。
- 2002年（平成14年）2月8日：ICカード「Suica」の利用が可能となる[6][7]。
- 2011年（平成23年）2月14日：新駅舎使用開始[8]。
- 2017年（平成29年）1月12日：自動券売機での切符の発売、ICカードのチャージ等を終了。

## 駅構造
単式ホーム1面1線を有する地上駅。ホーム立川方に駅舎があり、乗車駅証明書発行機が設置されている。2010年（平成22年）11月より、待合室の建て替え工事が行われ、2011年（平成23年）2月14日に膜構造の屋根を取り入れた新しい待合室が供用開始された。駅前の踏切を渡ったところに郵便ポストが設置されており、ホームの奥多摩寄りには、奥多摩町が管理する公衆便所がある。駅のすぐ脇に踏切があり、両端はトンネルではさまれている。青梅駅管理の無人駅で簡易Suica改札機が設置されている。

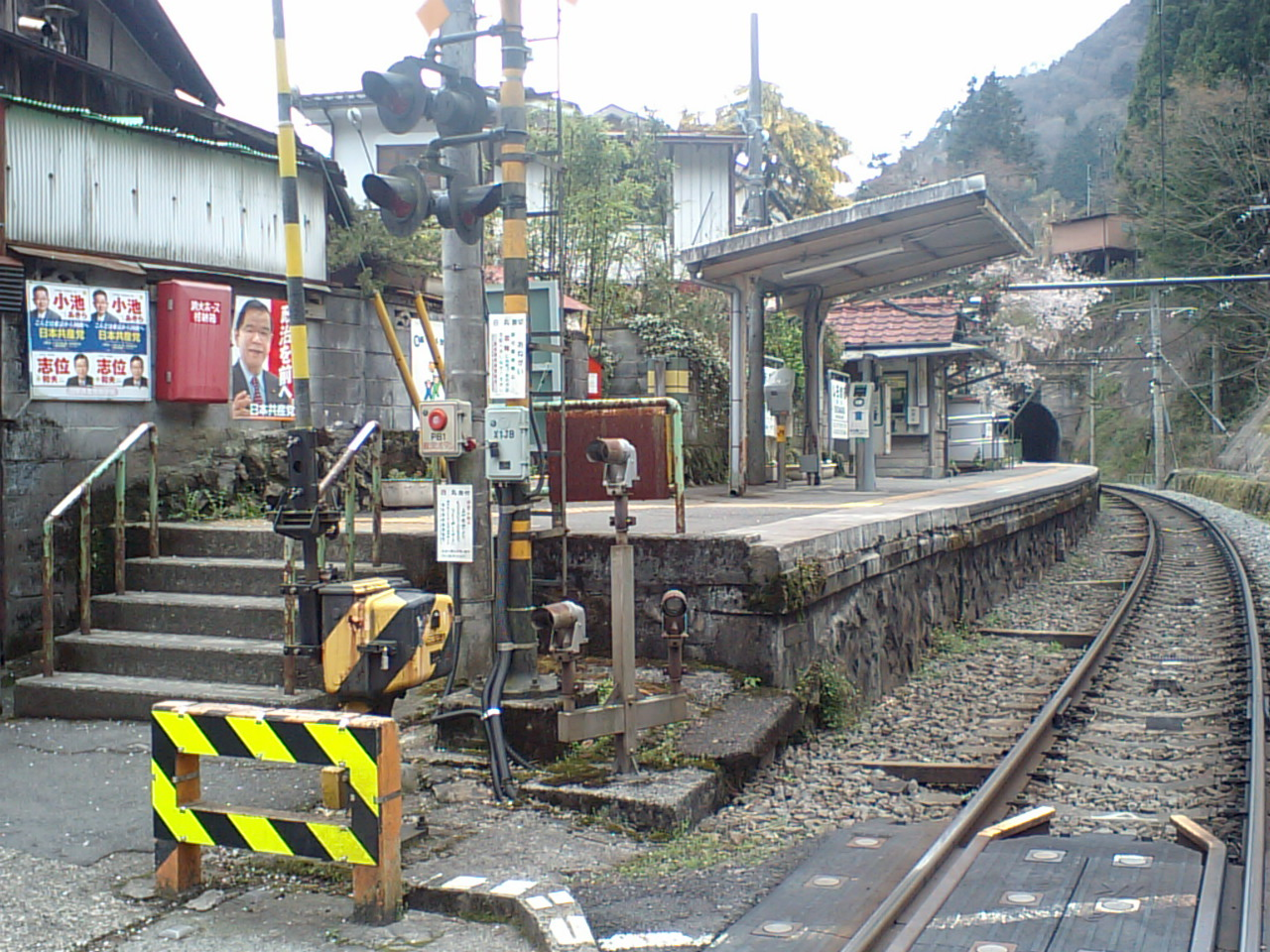
旧駅舎（2010年4月）
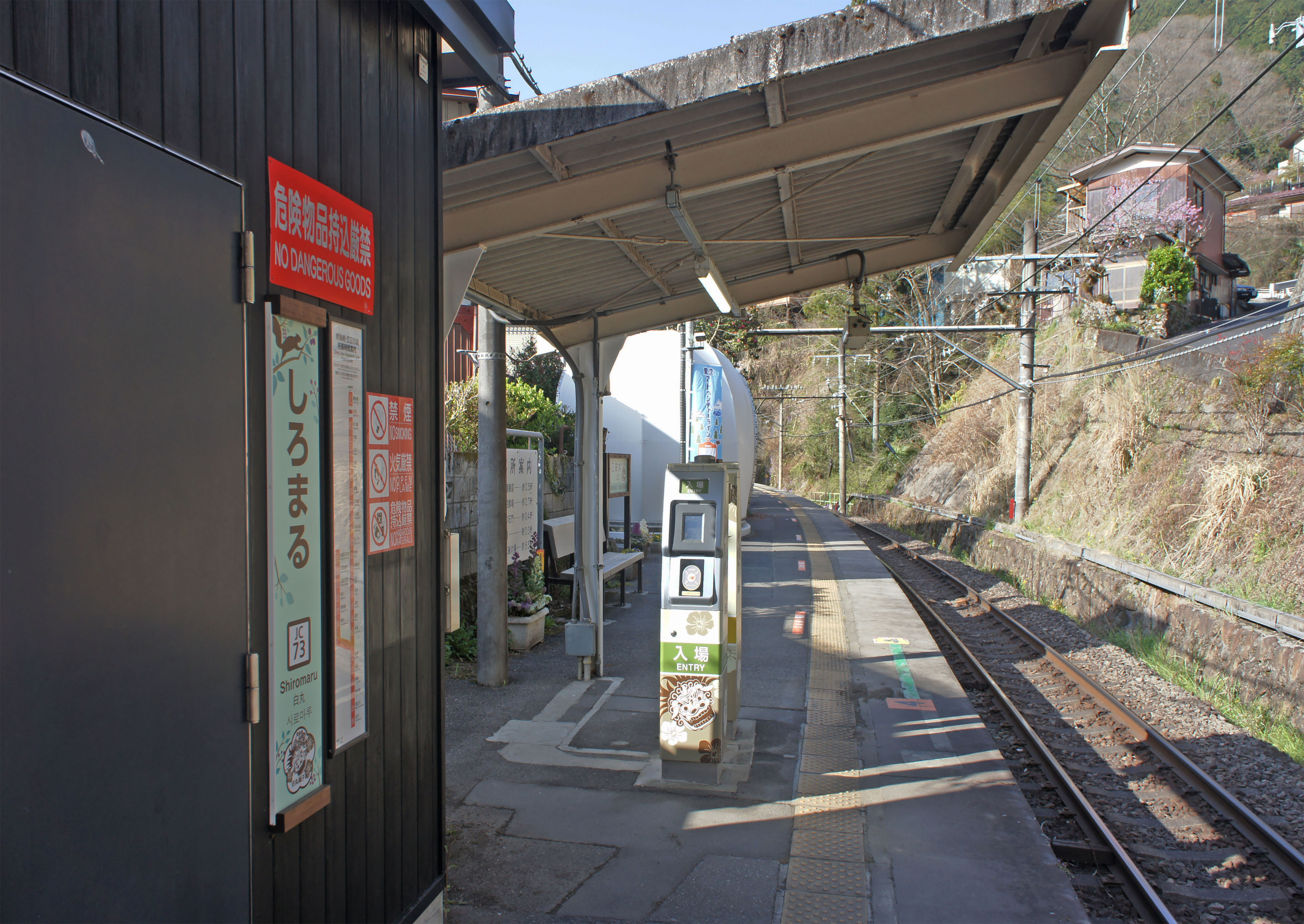
改札口（2022年4月）
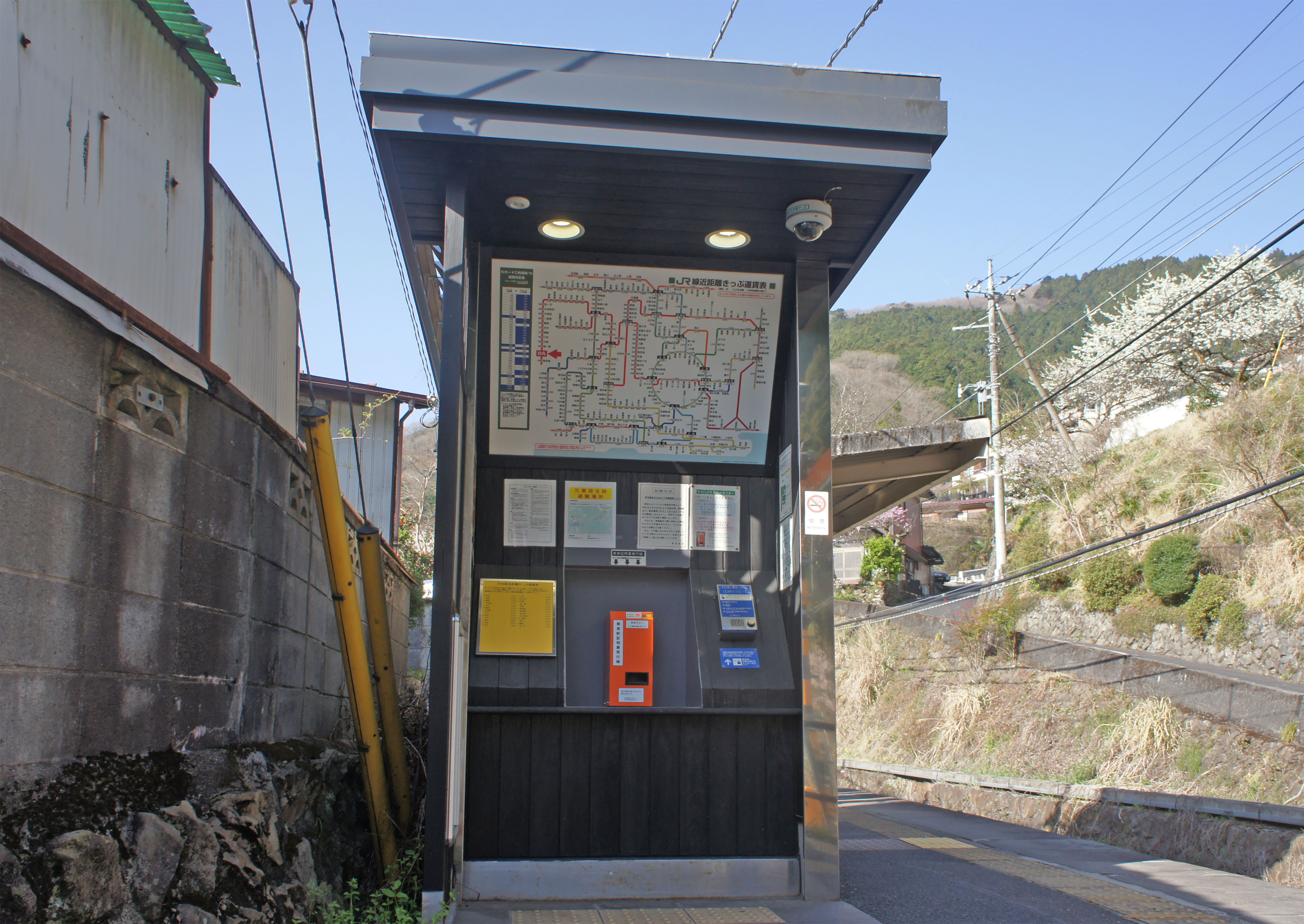
乗車駅証明書発行機（2022年4月）
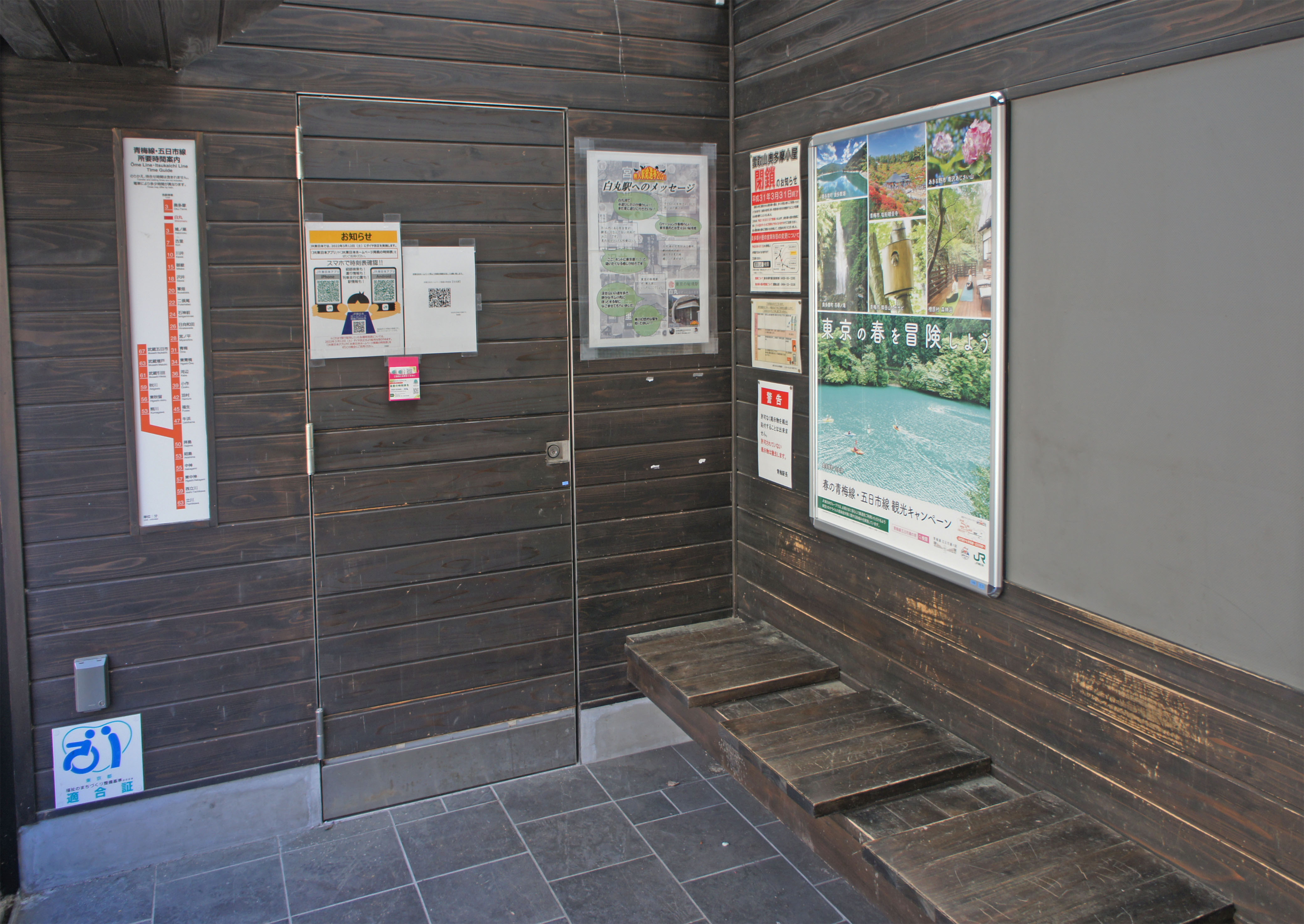
待合室（2022年4月）
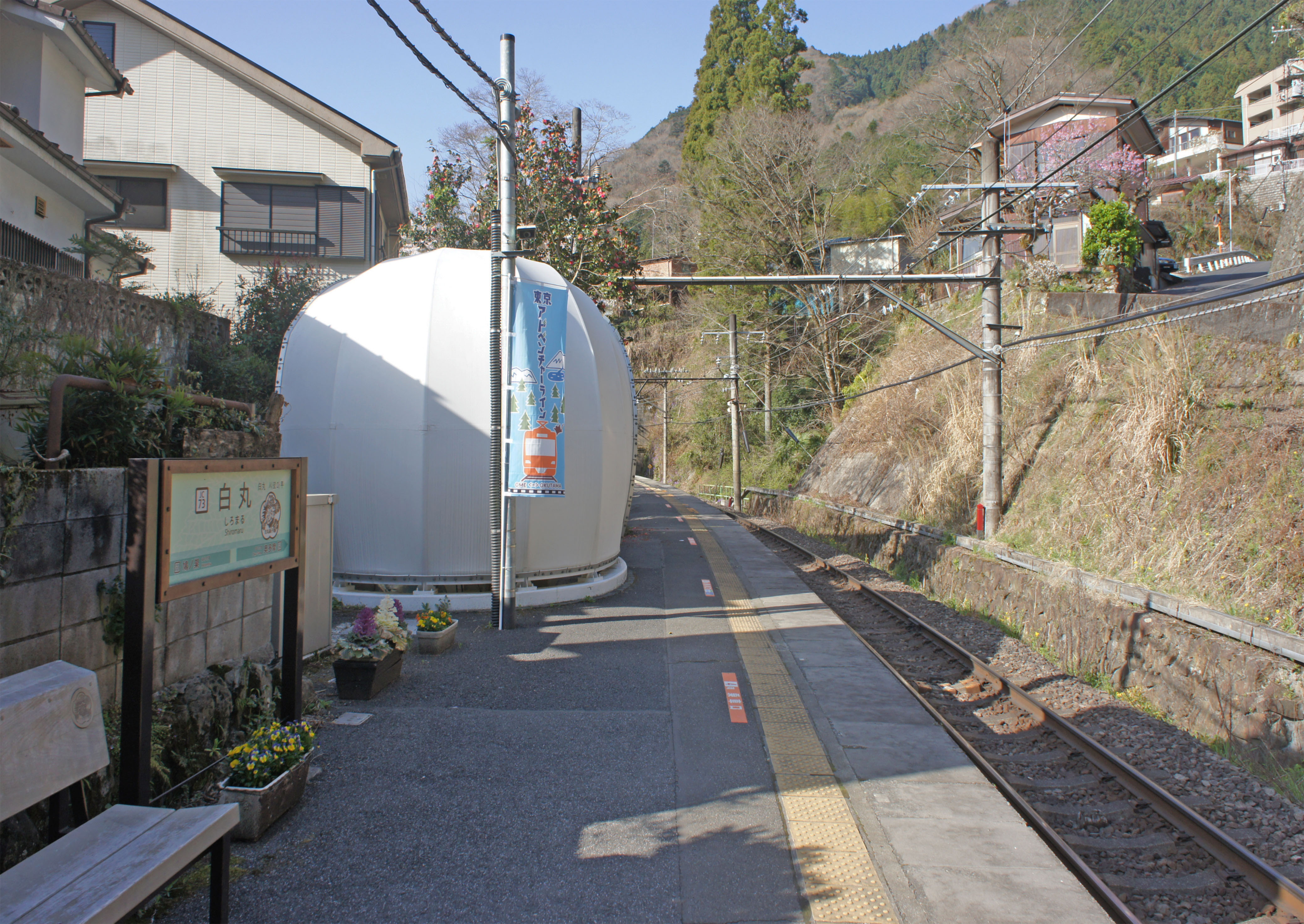
ホーム（2022年4月）

## 利用状況
2010年（平成22年）度の1日平均乗車人員は74人である。東京都のJR駅の中では最も乗車人員が少ない。
近年の推移は下記の通り。
| 年度               | 1日平均 乗車人員 | 出典     |
| ------------------ | ---------------- | -------- |
| 1990年（平成02年） | 66               | [ * 1 ]  |
| 1991年（平成03年） | 66               | [ * 2 ]  |
| 1992年（平成04年） | 77               | [ * 3 ]  |
| 1993年（平成05年） | 77               | [ * 4 ]  |
| 1994年（平成06年） | 79               | [ * 5 ]  |
| 1995年（平成07年） | 87               | [ * 6 ]  |
| 1996年（平成08年） | 99               | [ * 7 ]  |
| 1997年（平成09年） | 101              | [ * 8 ]  |
| 1998年（平成10年） | 101              | [ * 9 ]  |
| 1999年（平成11年） | 101              | [ * 10 ] |
| 2000年（平成12年） | 93               | [ * 11 ] |
| 2001年（平成13年） | 90               | [ * 12 ] |
| 2002年（平成14年） | 93               | [ * 13 ] |
| 2003年（平成15年） | 87               | [ * 14 ] |
| 2004年（平成16年） | 91               | [ * 15 ] |
| 2005年（平成17年） | 85               | [ * 16 ] |
| 2006年（平成18年） | 85               | [ * 17 ] |
| 2007年（平成19年） | 79               | [ * 18 ] |
| 2008年（平成20年） | 85               | [ * 19 ] |
| 2009年（平成21年） | 79               | [ * 20 ] |
| 2010年（平成22年） | 74               | [ * 21 ] |

## 駅周辺
- 青梅街道（国道411号）
- 多摩川
- 白丸湖（白丸ダム）
- 東京都交通局白丸発電所
- 西東京バス「白丸」停留所

## 隣の駅
東日本旅客鉄道（JR東日本）
 青梅線（東京アドベンチャーライン）
■各駅停車
鳩ノ巣駅 (JC 72) - 白丸駅 (JC 73) - 奥多摩駅 (JC 74)

### 記事本文
1. 1 2 3 4  『週刊 JR全駅・全車両基地』 46号 甲府駅・奥多摩駅・勝沼ぶどう郷駅ほか79駅、朝日新聞出版〈週刊朝日百科〉、2013年7月7日、24頁。
2. 1 2 3  曽根悟（監修） 著、朝日新聞出版分冊百科編集部 編『週刊 歴史でめぐる鉄道全路線 国鉄・JR』 38号 青梅線・鶴見線・南武線・五日市線、朝日新聞出版〈週刊朝日百科〉、2010年4月11日、10-11頁。
3. 1 2 3 4  石野哲 編『停車場変遷大事典 国鉄・JR編 II』（初版）JTB、1998年10月1日、196頁。ISBN 978-4-533-02980-6。
4. ↑  「一人ぼっちの民間駅員」『交通新聞』交通協力会、1966年2月4日、2面。
5. ↑  「通報 ●青梅線宮ノ平駅ほか4駅の駅員無配置について（旅客局）」『鉄道公報』日本国有鉄道総裁室文書課、1971年1月30日、5面。
6. ↑  「鉄道記録帳2002年2月」『RAIL FAN』第49巻第5号、鉄道友の会、2002年5月1日、24頁。
7. ↑  「JR年表」『JR気動車客車編成表 '02年版』ジェー・アール・アール、2002年7月1日、187頁。ISBN 4-88283-123-6。
8. 1 2  『青梅線 白丸駅に新しい駅舎が誕生します!』（PDF）（プレスリリース）東日本旅客鉄道八王子支社、2011年2月10日。オリジナルの2020年4月13日時点におけるアーカイブ。2020年4月13日閲覧。
9. ↑  『五日市線 武蔵増戸駅、青梅線 川井駅・白丸駅が生まれ変わります』（PDF）（プレスリリース）東日本旅客鉄道八王子支社、2010年11月25日。オリジナルの2020年4月13日時点におけるアーカイブ。2020年4月13日閲覧。

### 利用状況
1. ↑  東京都統計年鑑 - 東京都

東京都統計年鑑
1. ↑  東京都統計年鑑（平成2年）
2. ↑  東京都統計年鑑（平成3年）
3. ↑  東京都統計年鑑（平成4年）
4. ↑  東京都統計年鑑（平成5年）
5. ↑  東京都統計年鑑（平成6年）
6. ↑  東京都統計年鑑（平成7年）
7. ↑  東京都統計年鑑（平成8年）
8. ↑  東京都統計年鑑（平成9年）
9. ↑  東京都統計年鑑（平成10年） (PDF)
10. ↑  東京都統計年鑑（平成11年） (PDF)
11. ↑  東京都統計年鑑（平成12年）
12. ↑  東京都統計年鑑（平成13年）
13. ↑  東京都統計年鑑（平成14年）
14. ↑  東京都統計年鑑（平成15年）
15. ↑  東京都統計年鑑（平成16年）
16. ↑  東京都統計年鑑（平成17年）
17. ↑  東京都統計年鑑（平成18年）
18. ↑  東京都統計年鑑（平成19年）
19. ↑  東京都統計年鑑（平成20年）
20. ↑  東京都統計年鑑（平成21年）
21. ↑  東京都統計年鑑（平成22年）